# 關內 (日本)
关內（日语：／ Kannai）是日本神奈川縣横濱市中区的一个地方，由大岡川、首都高速横羽線、中村川围合的区域。被国土交通省选定为都市景觀100選。

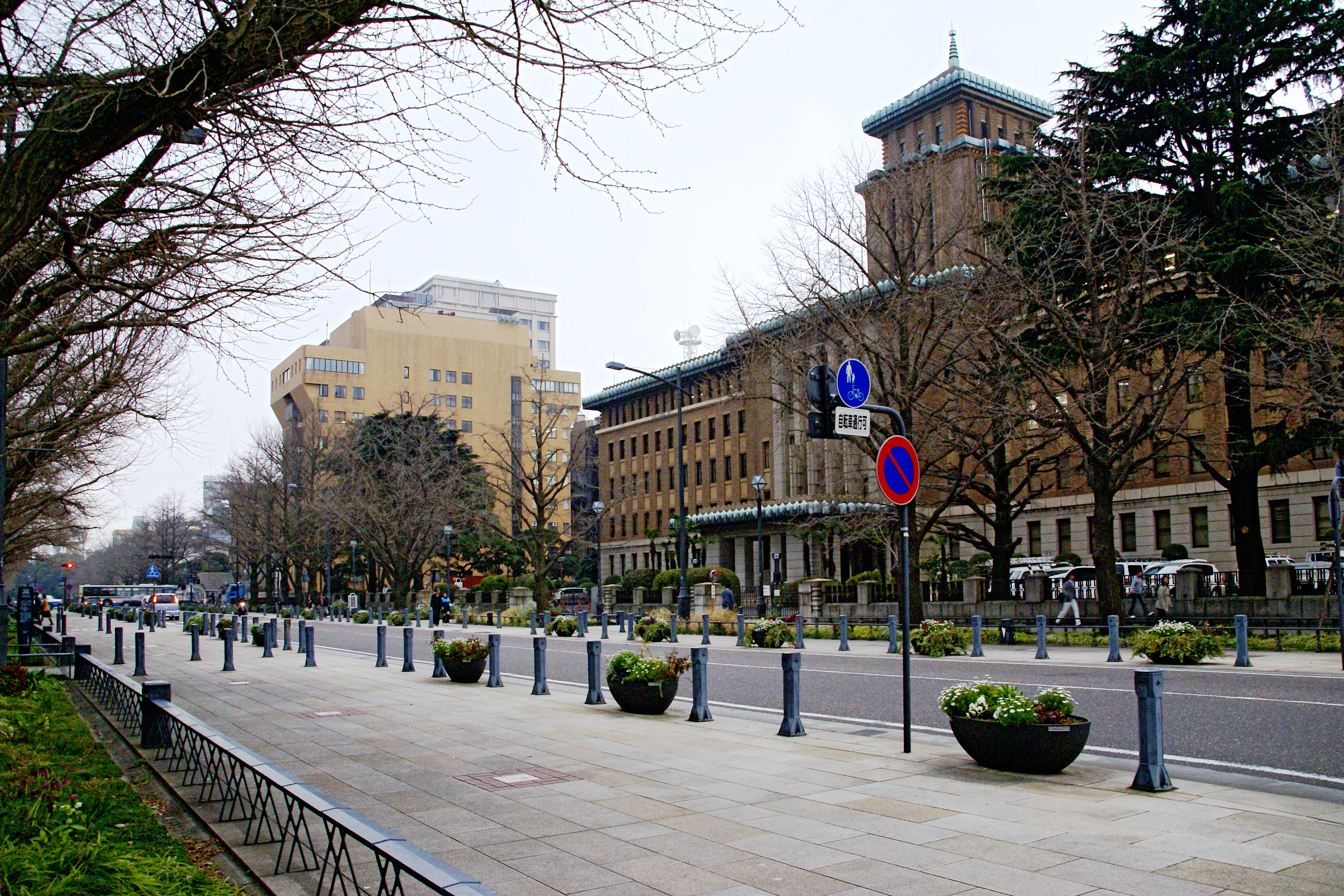
日本大通（右前为神奈川县厅舍）

## 概要
1859年安政条約签订，横滨开辟外国人居留地，吉田桥头设立关门，区分东侧的外国人居留地与西侧的日本人居住地。关内的名称由此而来。。1899年外国人居留地交还日本，改设山下町。目前该区保留若干建于20世纪初的西洋建筑，县市行政机关集中于此。馬車道、横滨中华街、山下公園为观光地。神奈川県庁本厅舍、横滨税关、横滨市开港纪念会馆合称横滨三塔。

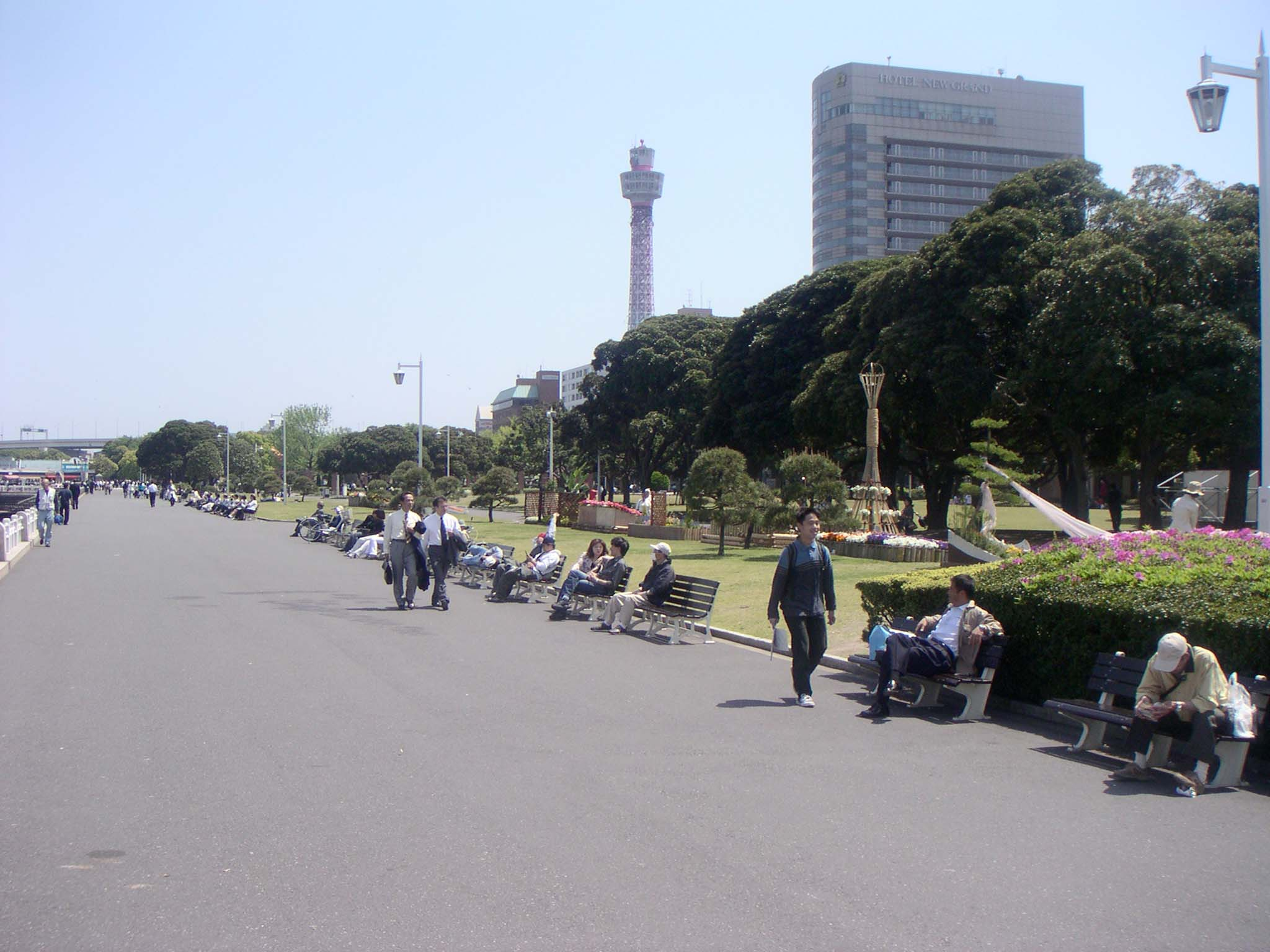
山下公園
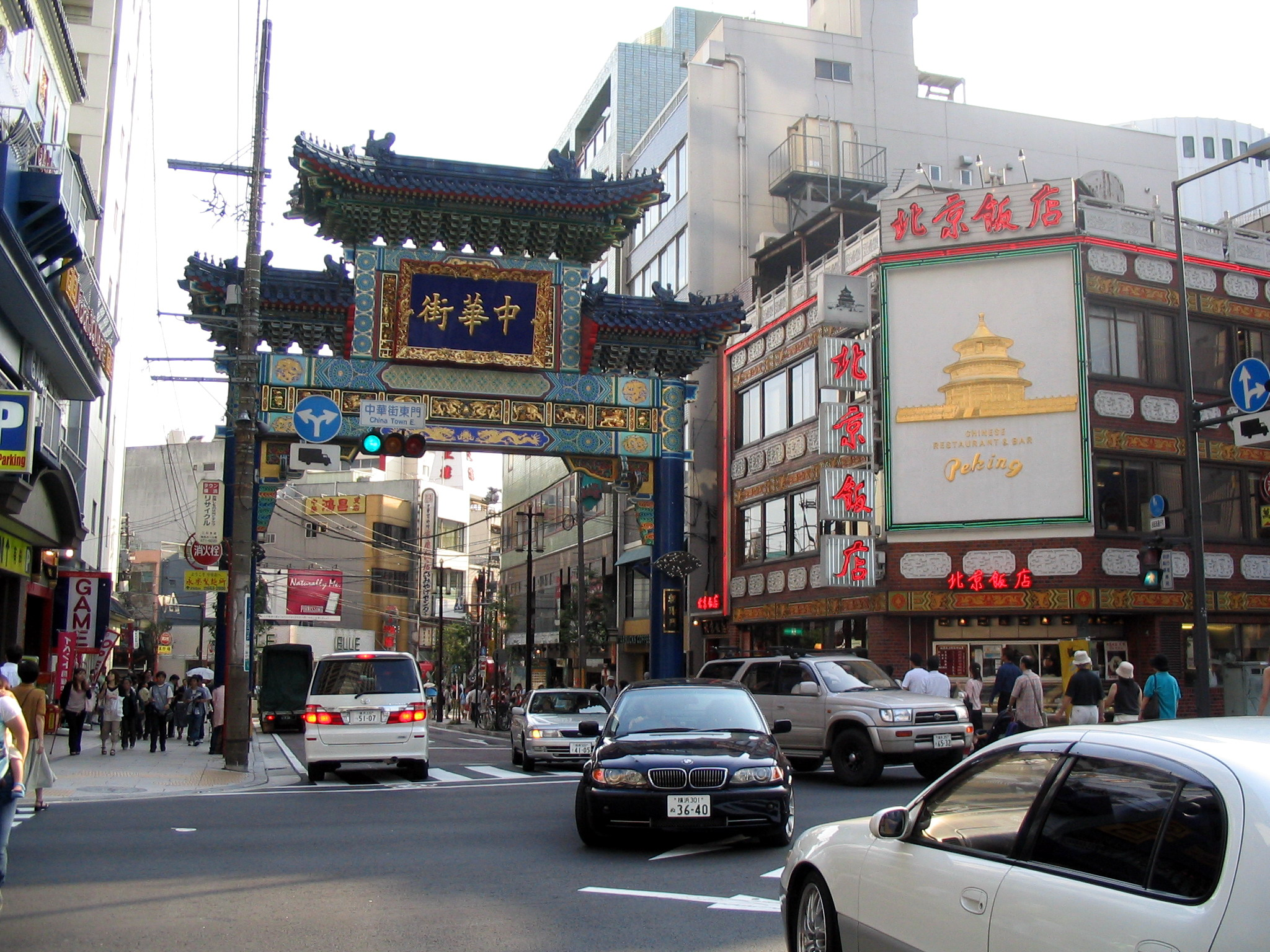
横滨中华街
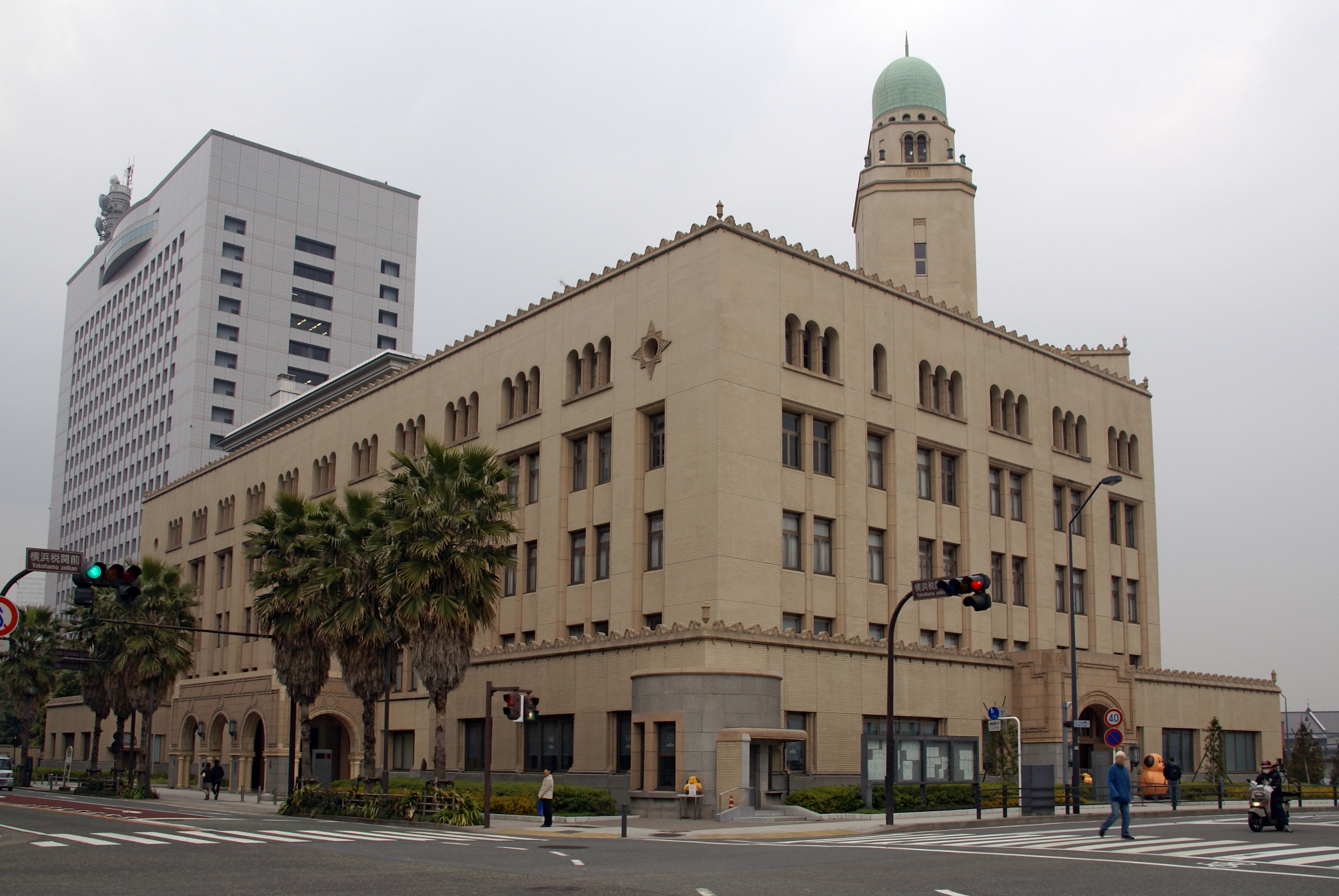
横滨税关
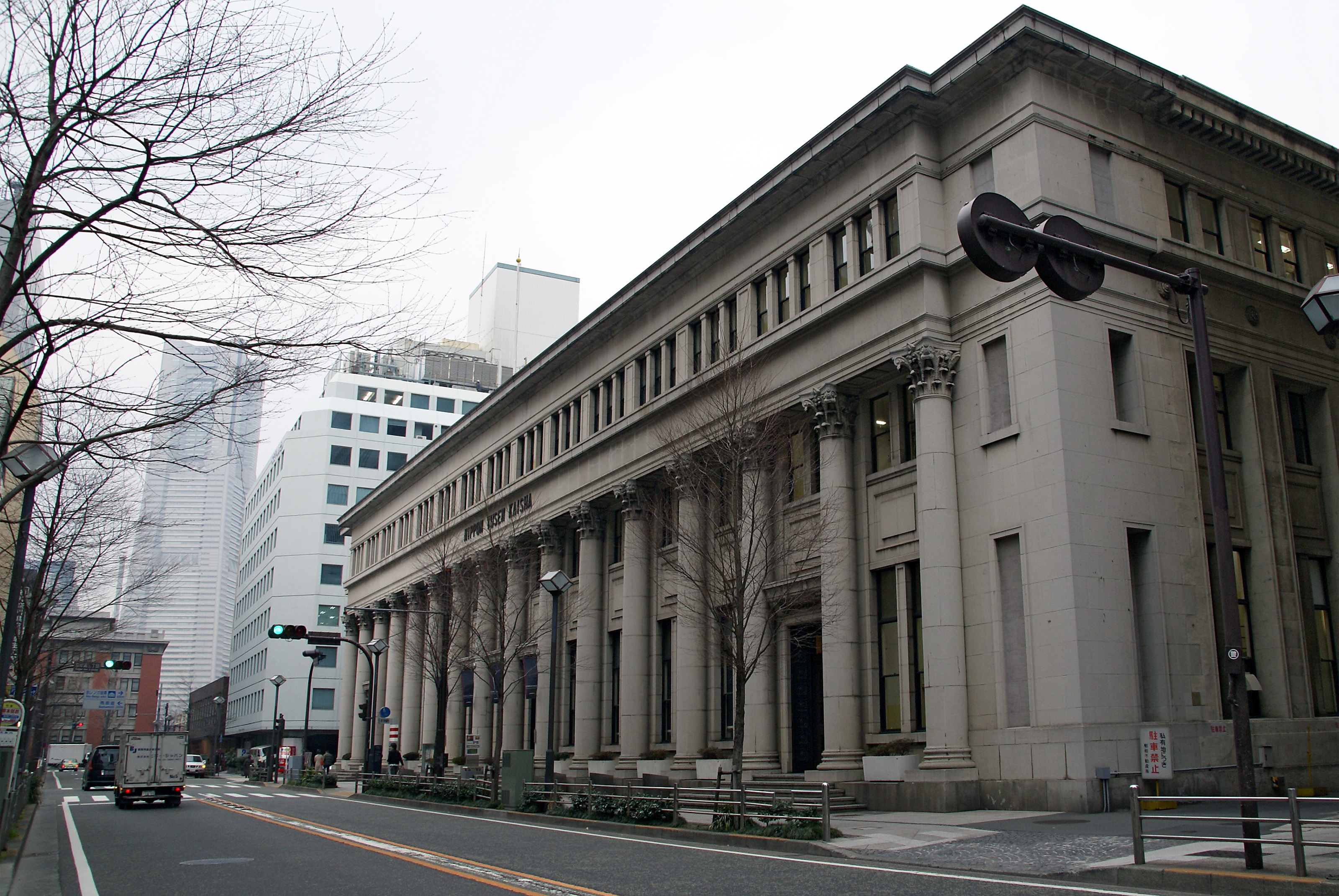
日本郵船歷史博物館
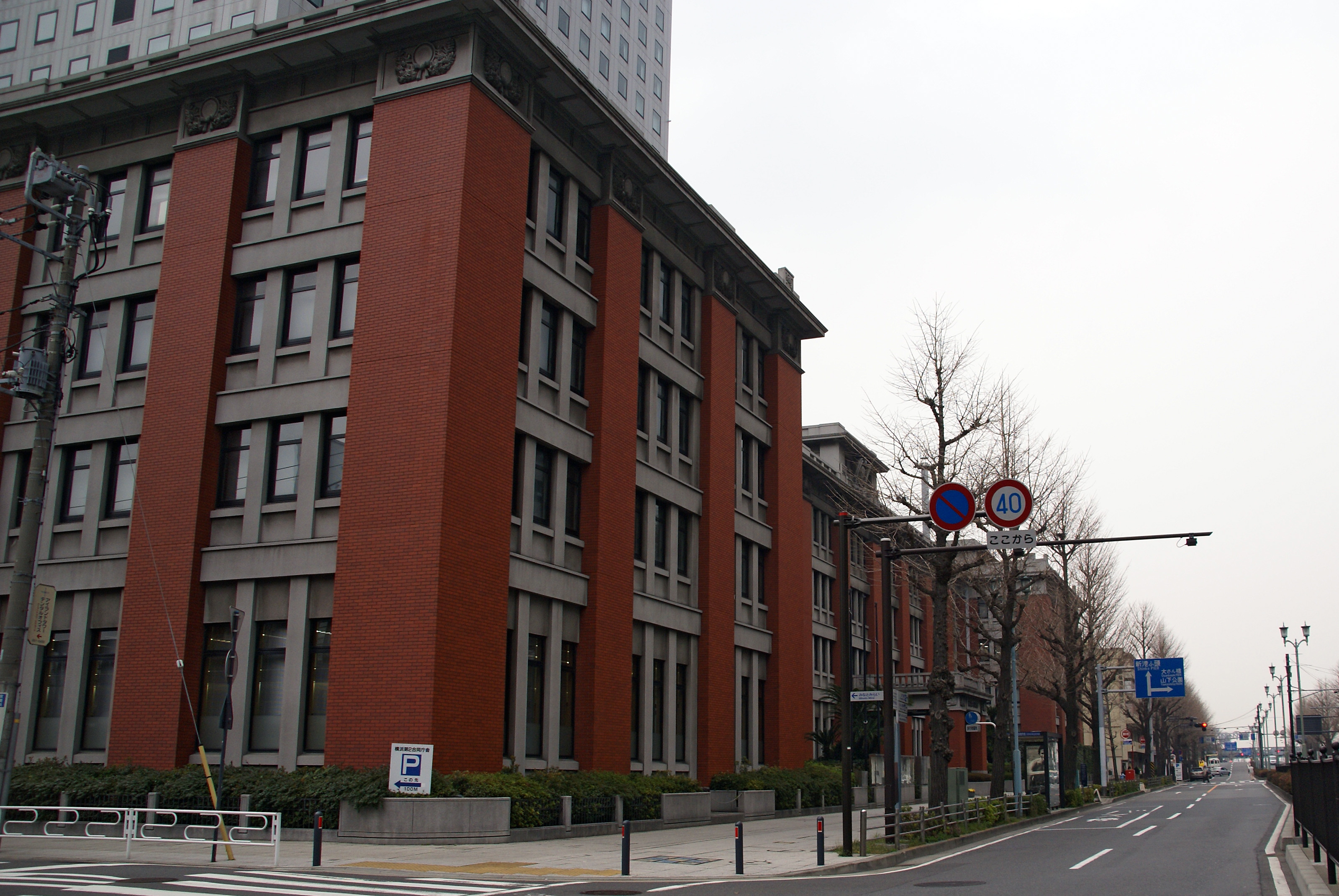
舊橫濱生絲檢查所
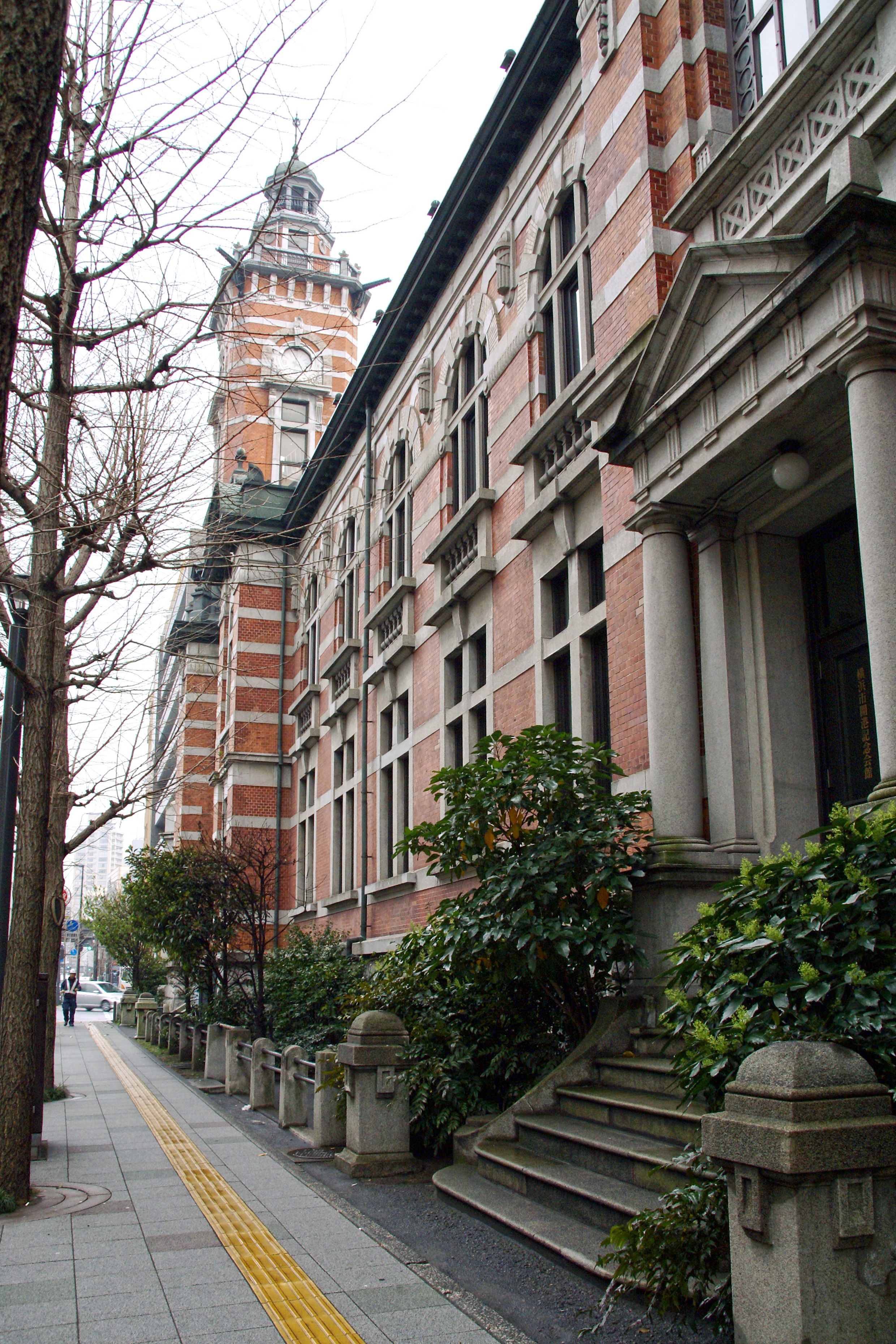
横滨市开港纪念会馆

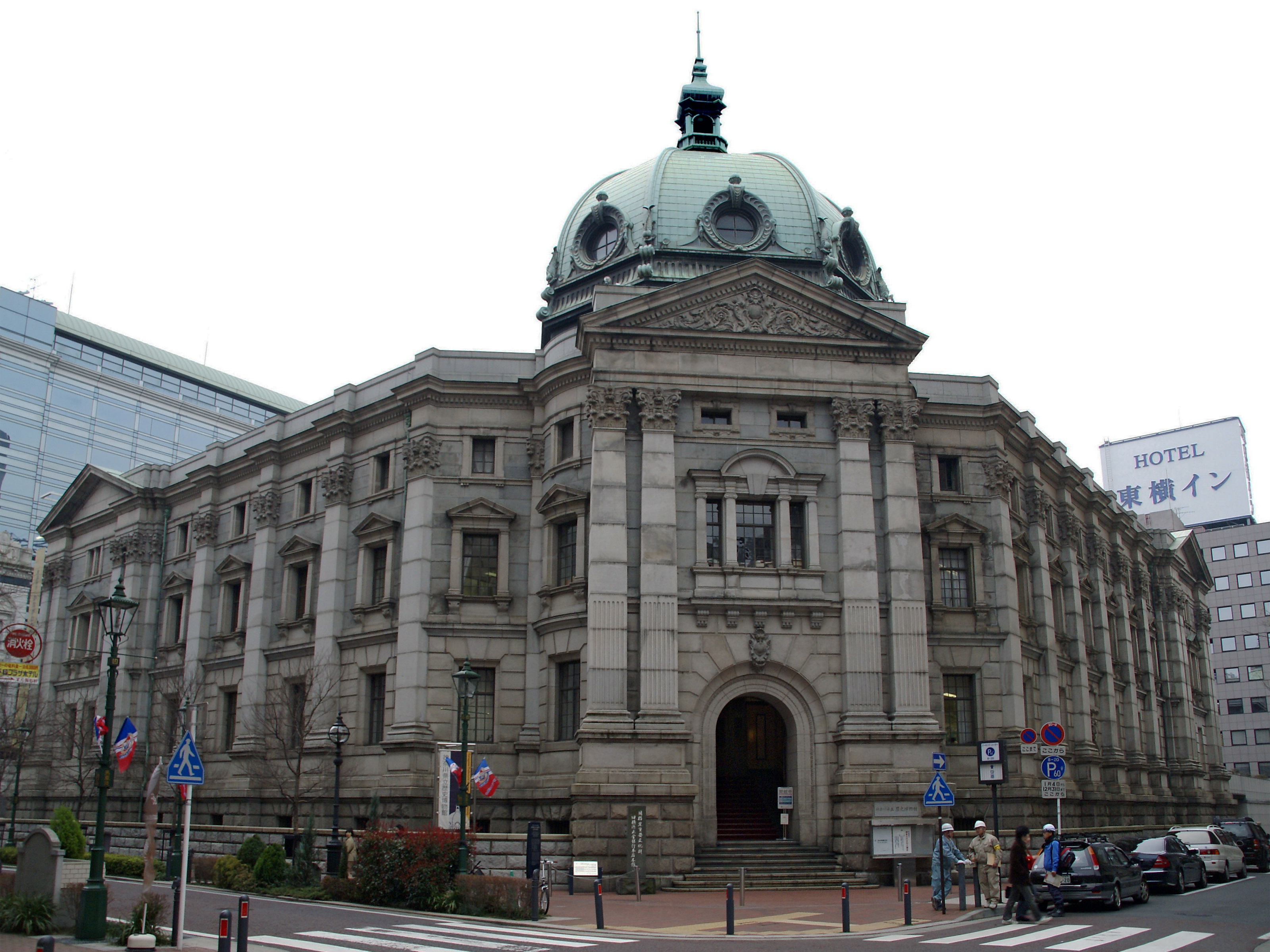
神奈川縣立歷史博物館
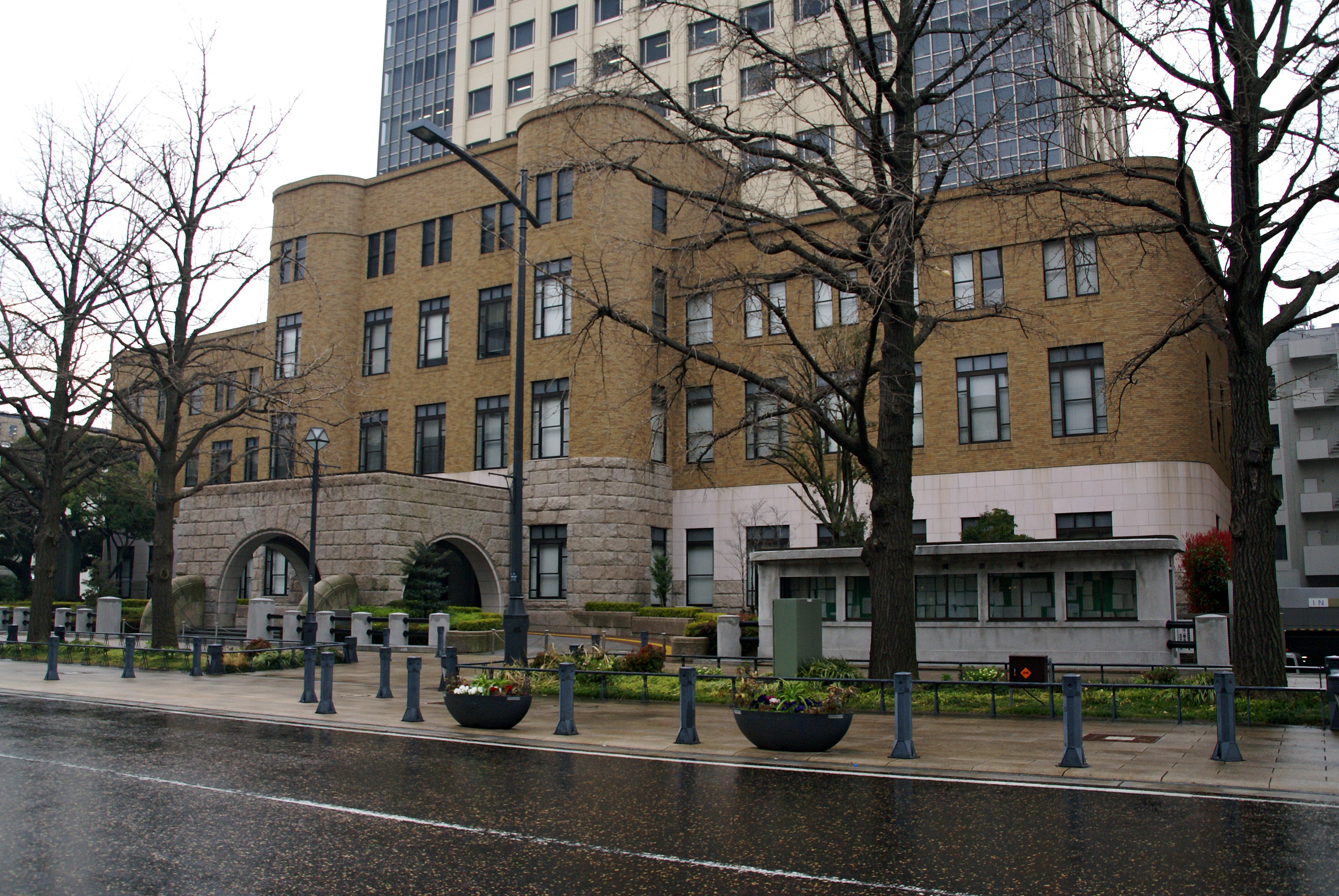
横濱地方法院
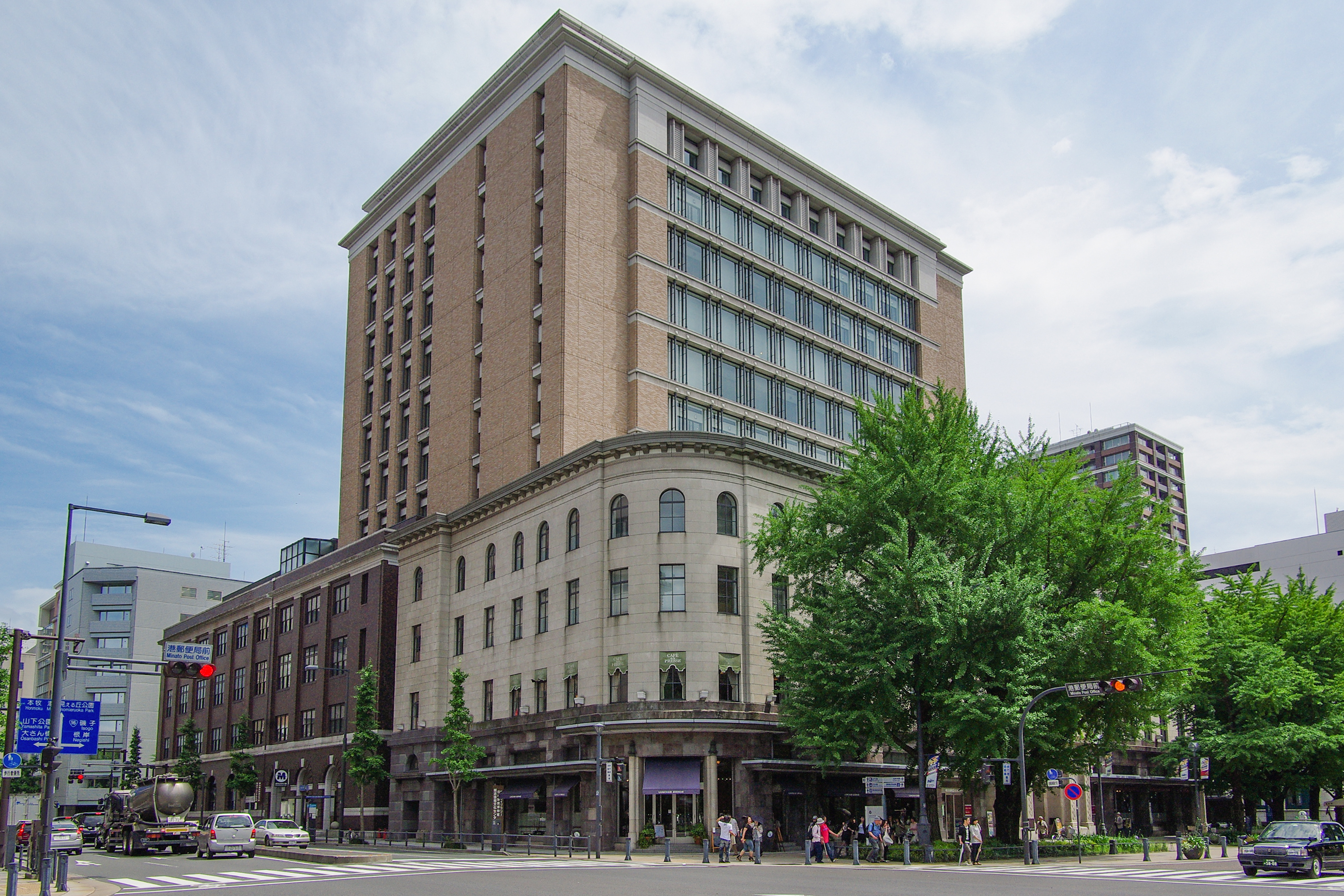
横濱資訊文化中心

## 脚注
1. ↑  関門は西ノ橋、海岸通4丁目のほか神奈川宿の神奈川台下や戸部村字石崎にも置かれていた。

- 横浜税関
- 横浜市開港記念会館
- 神奈川県庁 （页面存档备份，存于）
- 神奈川県立歴史博物館 （页面存档备份，存于）
- シルク博物館

## 關連項目
- 吉田橋
- 關內車站